# 764 (organisation)
764 är en högerextrem, nynazistisk, satanistisk och sadistisk kriminell internetsekt som utför bland annat gromning och sexuella övergrepp mot barn och har legat bakom våldsdåd i olika länder, som bland annat Sverige.
Enligt källor är 764 en gren av Order of Nine Angles (ONA), ett nynazistiskt, satanistiskt och anti-kristet terroristnätverk som har kunnat kopplas till mord och försök till terroristattacker i länder som Ryssland, Tyskland, Storbritannien, USA och Kanada.
Namnet 764 är taget från ZIP-koden (postnumret) för orten Stephenville i Texas i södra USA, där sekten grundades.
764 är klassad som en inhemsk terroristgrupp av Federal Bureau of Investigation (FBI).

## Sekten och dess verksamhet
Anhängarna av 764 består mestadels av pojkar eller unga män. Sektens medlemmar kommer från flera olika länder.
Gruppen utför bland annat gromning mot barn, främst pojkar (vanligtvis mellan 10 och 17 år gamla, men även yngre) och unga män, särskilt mot dem som bland annat identifierar sig som HBTQ-personer och dem som lider av depression och psykiska ohälsa.
Till en början kan förövare söka till sig offer genom att kontakta dem på mobilappar, sociala medier eller olika plattformar som exempelvis Discord, Twitch, Minecraft, Roblox och SoundCloud. Den huvudsakliga plattformen för gruppens kommunikation är Telegram.
Efteråt blir offren tvingade genom manipulation, utpressning och hot att spela in videoklipp på sig själva där de till exempel ska skada sig själva eller utföra djurplågeri. Om ett offer inte lyder förövaren kan förövaren hota med att sprida videoklippen till offrets vänner och familjemedlemmar. I vissa fall kan offren bli tvingade att utföra våldsdåd mot okända personer eller att begå självmord i en livestream. De kan också bli ombedda att rista in namn på sin hud, som kallas "cutsigns", eller att skriva sina namn med sitt eget blod.

## Historik
764 grundades år 2021 av den då 15-årige Bradley Felix Cadenhead i Stephenville i USA. Han avtjänar ett fängelsestraff på 80 år efter att han har erkänt sig skyldig till flera barnpornografibrott under 2023.

## 764 i Sverige
I Sverige har 764 kopplats till flera knivdåd:
- I september 2024 blev en pojke i 14-årsåldern, som gick under aliaset "Slain" gripen. Han misstänktes för att ha knivhuggit en kvinna och en 80-årig man i Hässelby i Stockholms kommun.[3] Efter att SVT genomförde en utredning visade det sig att sex andra personer hade blivit attackerade och misshandlade i samma område, där attackerna filmades och publicerades i en grupp på Telegram.[3]
- I början av januari 2025 blev en kvinna i Borås knivhuggen i ryggen av en pojke, som också var i 14-årsåldern och som hade kopplingar till sekten. Attacken filmades och pojken kan också ha inspirerats av fallen i Hässelby.[17][18]